# Anders Lindström
Anders Lindström (* 19. Juli 1969 in Linköping) ist ein schwedischer Organist und Pianist. Bekannt wurde er als Musiker der Rockband The Hellacopters, bei denen er auch unter dem Pseudonym Boba Fett auftrat. Als Musikproduzent benutzt er das Pseudonym Andrew Shit.

## Leben
Anfang der 1990er Jahre gründete er mit dem Sänger Sören Karlsson die Band The Diamond Dogs und veröffentlichte als Gitarrist vier Alben mit der Band. Als Sound Engineer nahm er mit diversen Bands Platten auf, zu denen auch seine spätere Band The Hellacopters gehörte. Auf den ersten beiden Hellacopters-Alben Supershitty to the Max! und Payin’ the Dues ist er bereits als Gastmusiker am Piano bzw. der Orgel vertreten. Letzteres betreute er gemeinsam mit der Band und Tomas Skogsberg auch als Produzent unter dem Namen Andrew Shit. Seit dem folgenden Album Grande Rock, bei dem er auch Gitarrenparts einspielte, war er bis zur Auflösung der Band 2008 vollwertiges Mitglied der Hellacopters.
Lindstöm spielt Fender Rhodes bzw. bei Live-Auftritten der Hellacopters ein Digitalpiano, das in ein Fender-Rhodes-Gehäuse eingebaut war. 2012/2013 war er unter anderem als Begleitmusiker für Lars Winnerbäck tätig.